# 森森鈴蘭
森森鈴蘭（英語：Linglan Lily），原名李李鈴蘭，是位原屬雲際線工作室的台灣虛擬YouTuber，後改加入箱箱事務所。她的兩個YouTube頻道分別於2021年10月和2022年9月達成10萬人訂閱里程碑，直播內容以歌回為主。也曾舉辦過台灣首場VTuber的3D實體LIVE演唱會。

## 角色設定
李李鈴蘭與森森鈴蘭的角色設定皆由臺灣繪師西貝魯阿法擔任，Live2D則是由茂矢門負責。人設為5月8日出生，喜歡唱歌的山谷狼化身的魔女，年齡17歲，身高為133公分，粉絲名為「風鈴草」、「LA芽」。

## 經歷

### 李李鈴蘭
2021年9月12日，所屬雲際線工作室二期生的李李鈴蘭在YouTube上進行首次出道直播。她在歌回直播中，除了中英日文、KPOP歌曲皆能熟練演唱之外，也能以戲腔唱法進行翻唱，展現多變的曲風，例如她曾以日文歌〈幽靈東京〉的曲調演唱英文歌〈永不放棄你〉。因此其在初配信後人氣與訂閱數直線上升，同年10月16日，YouTube頻道達成10萬訂閱里程碑。
2022年6月，李李鈴蘭的頻道訂閱人數達17.8萬。接著，她於同年6月9日的直播中宣布，她將在7月10日舉辦畢業演唱會直播並離開雲際線工作室。

### 森森鈴蘭
隨著李李鈴蘭的畢業，人物形象權利回歸給繪師西貝魯阿法，名稱設定等企劃內容仍屬於雲際線工作室。因此李李鈴蘭在2022年8月29日加入箱箱事務所時，維持原來的人物形象，但為了避免版權問題而改名成森森鈴蘭。
2022年9月11日，森森鈴蘭於YouTube新頻道進行初配信，同時觀看人數突破3萬人，一舉創下臺灣Vtuber的新紀錄。直播結束時的訂閱數已突破9萬，隔天就達成新頻道的10萬訂閱里程碑。她在2023年2月4至5日參加「開拓動漫祭FF40」以各種活動和有獎徵答與粉絲互動。
2024年1月，森森鈴蘭在臺灣街聲音樂平台上獲得「街聲年度十大新音樂人」和「街聲年度二十大單曲」的榮譽。她的3D化實體Live!演唱會募資衝破800萬新台幣，因此在同年4月27日於高雄流行音樂中心舉辦實體3D LIVE演唱會「盛開Blooming」，3,500張的門票僅開賣2分鐘就全數售完，這也是台灣首場VTuber的3D實體演唱會，此次演唱會將搭配3D全息投影、動態捕捉、虛擬實境等技術與粉絲進行跨次元的互動，以及邀請吾橋有水樂團擔任嘉賓同台演出。
預見娛樂的VTuber瓦西瓦瓦在2025年4月5日至6日主辦的「大聲開唱」線上音樂祭中，邀請森森鈴蘭、日本個人勢 Vsinger TanZ等創作者一同參與演唱。

### 合作企劃
2023年6月，森森鈴蘭與遊戲橘子旗下的MMORPG遊戲《新楓之谷》合作推出臺版聯名活動。2025年4月24日上市的《風色幻想 NeXus》臺灣手機遊戲，將可編制角色的森森鈴蘭、瑪格麗特·諾爾絲、浠Mizuki、杏仁嚕等VTuber永久置入主線劇情中。

## 相關事件
2021年9月21日，李李鈴蘭的歌唱實力引起大量的中國大陸觀眾關注，其歌唱直播片段曾被冒名盜用上傳至Bilibili平台上，對此雲際線工作室表示：「所有旗下藝人僅在台灣國內進行活動，且不考慮授權影片搬運或入駐Bilibili。」
2024年12月31日，森森鈴蘭在YouTube頻道直播上與觀眾同步觀看《吉伊卡哇》動畫和慶祝跨年，被網友發現疑使用盜版來源並未經官方授權。直到2025年1月2日，森森鈴蘭公開向《吉伊卡哇》的原著作權方道歉、刪除跨年直播檔，箱箱事務所也將予以她停止活動兩週的處分。另外為了表達歉意，森森鈴蘭與箱箱事務所一共捐款10萬元新台幣給忠義基金會做公益回饋社會。

## 外部連結
- 森森鈴蘭的官方網站 （繁體中文）（页面存档备份，存于）
- 箱箱The Box的Facebook專頁（繁體中文）（Archive.today的存檔，存档日期2025-07-06）